# Weyer, Steyr-Land
Weyer là một đô thị thuộc huyện Steyr-Land thuộc bang Oberösterreich, Áo. Đô thị Weyer, Steyr-Land có diện tích 223,8 km², dân số thời điểm năm 2006 là 4525 người.